# 1980 год в изобразительном искусстве СССР
1980 год был отмечен рядом событий, оставивших заметный след в истории советского изобразительного искусства.

## События
- 8 января — Первая Зональная выставка «Подмосковье» открылась в залах Дома художников МОСХ. Экспонировались 2816 работ 915 авторов[1].

- 12 марта — Пятая Зональная выставка «Большая Волга» открылась в Казани. Экспонировались 1300 произведений 586 авторов из всех областей и республик Поволжья[2].

- 10 апреля — Пятая Зональная выставка «Художники Нечерноземья» открылась в Рязани. Экспонировались 2069 работ 758 авторов[3].

- 14 апреля в Ленинграде в ЦВЗ «Манеж» открылась выставка произведений ленинградских художников, посвящённых 110-й годовщине со дня рождения В. И. Ленина. Экспонировалось свыше 1500 произведений мастеров изобразительного искусства Ленинграда.[4]

- 17 апреля — Пятая Зональная выставка «Край Чернозёмный» открылась в Брянске. Экспонировались 1375 произведений 272 авторов[5].

- 7 мая в Москве на бульваре Генерала Карбышева открыт памятник генералу Д. М. Карбышеву. Авторы памятника скульптор В. Е. Цигаль, архитектор А. М. Половников. Памятник отлит целиком из бронзы, в виде устремлённых ввысь 8-метровых форм, символизирующих ледяные глыбы, на которых укреплён куб с портретом героя.

- 13 июня — Пятая Зональная выставка «Сибирь социалистическая» открылась в Барнауле. Экспонировались 2185 произведений 580 авторов[6].

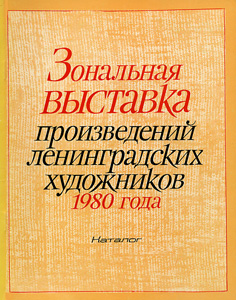
Каталог выставки

- 10 сентября — «Зональная выставка произведений ленинградских художников 1980 года» открылась в Ленинграде в Центральном выставочном зале «Манеж». Экспонировалось 2000 произведений 900 авторов.[7][8][9].

- Выставка произведений Непринцева Юрия Михайловича открылась в залах Академии художеств СССР в Москве[10].

- Выставка «Павел Шиллинговский и его ученики» открылась в Музее Академии художеств в Ленинграде.

- 19 сентября — Зональная выставка «Москва» открылась в ЦВЗ «Манеж». Экспонировалось 2500 произведений живописи, скульптуры, графики, декоративно-прикладного и театрально-декорационного искусства 1360 авторов[11].

- Выставка произведений Токарева Владимира Фёдоровича открылась в залах Ленинградского отделения Союза художников РСФСР.[12]

- 23 сентября — Выставка произведений А. Г. Венецианова к 200-летию со дня рождения выдающегося русского живописца открылась в Москве в Государственной Третьяковской галерее[13].

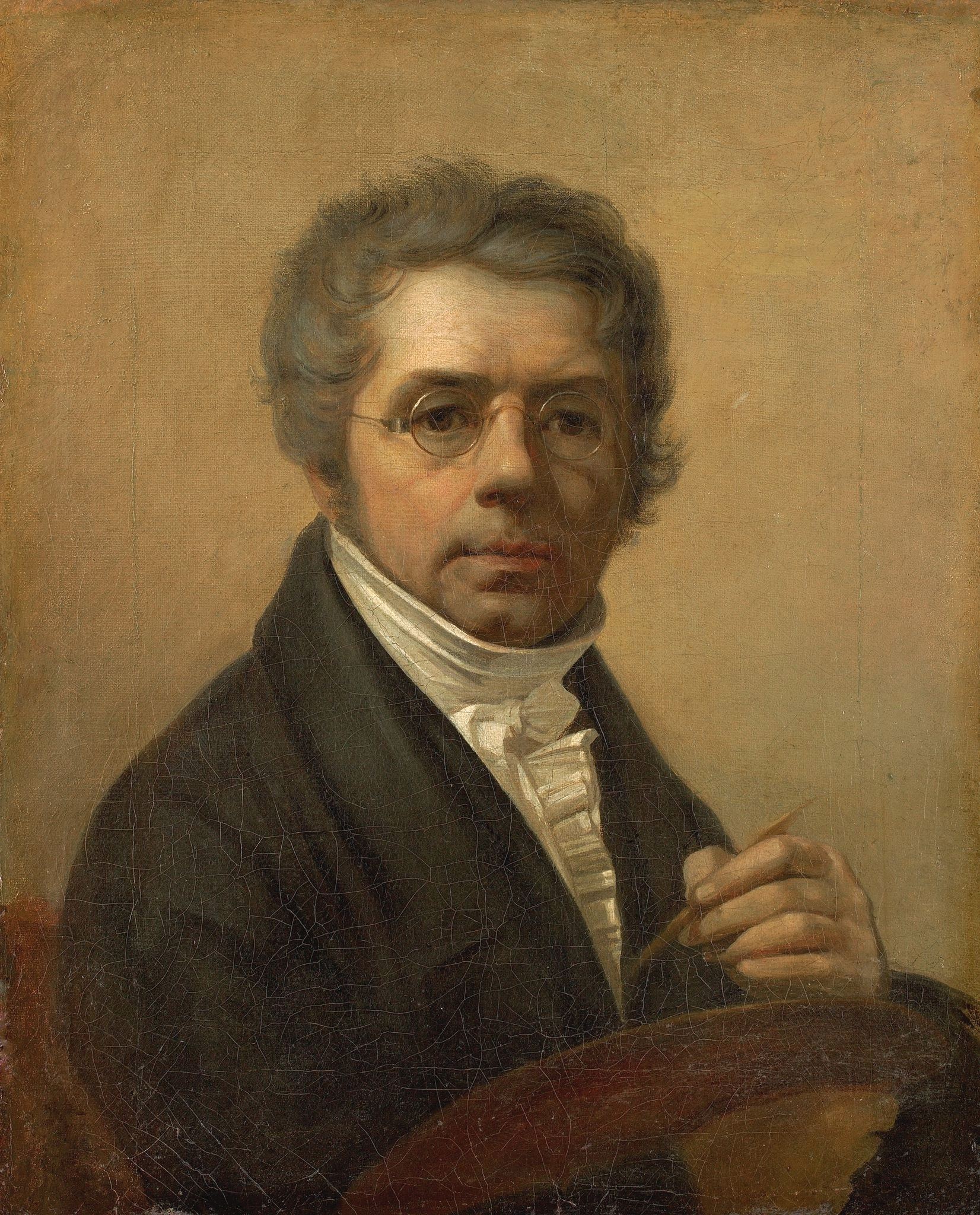
Алексей Венецианов
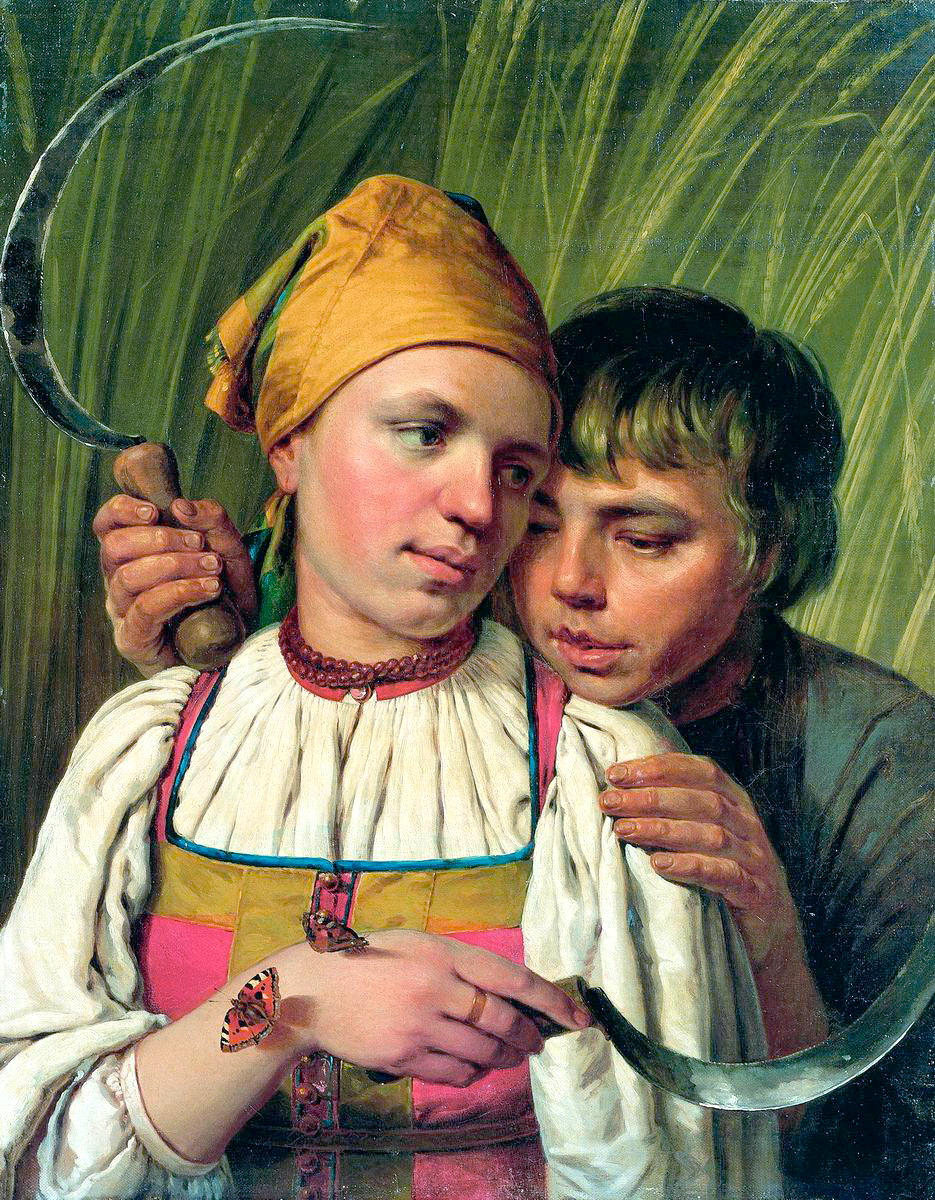
Жнецы
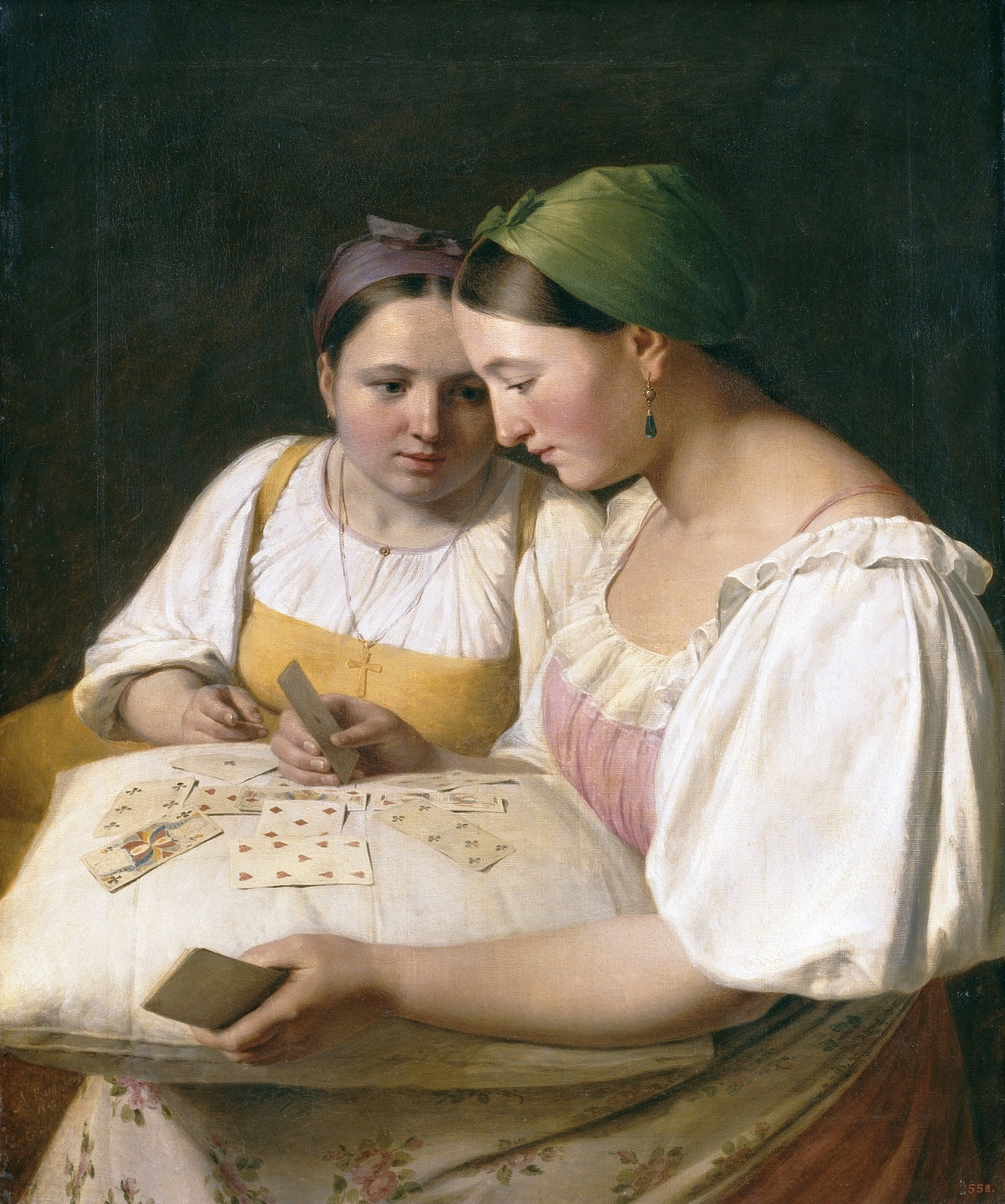
Гадание на картах. 1842
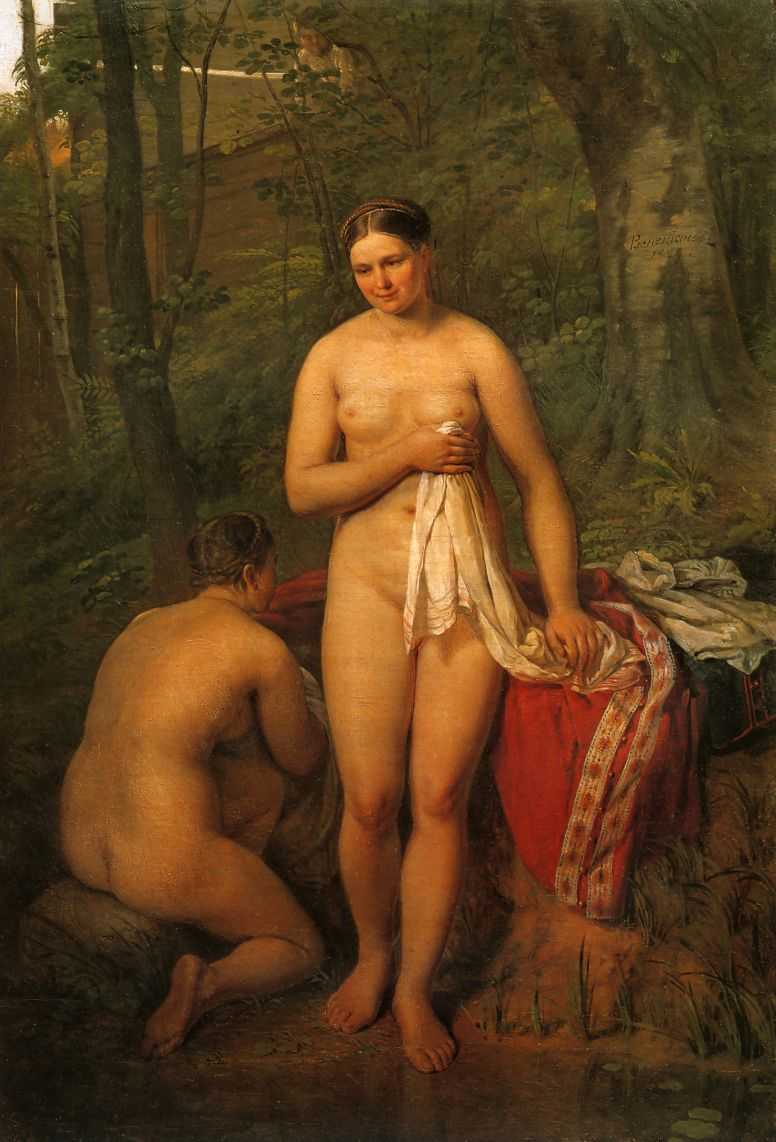
Купальщицы. 1829

- Выставка произведений Рончевской Людмилы Алексеевны открылась в залах Ленинградского отделения Союза художников РСФСР.[14]

- 5 октября — Пятая Зональная выставка «Советский Дальний Восток» открылась в Чите. Экспонировались 1700 произведений 530 авторов[15].

- Выставка произведений Володимирова Николая Николаевича открылась в залах Ленинградского отделения Союза художников РСФСР.[16]

- Выставка произведений ленинградских художников открылась в Выставочном зале Союза художников РСФСР на Охте[17].

- 4 ноября — Выставка новых работ народного художника СССР И. С. Глазунова открылась в Москве в Музее древнерусского искусства имени А. Рублёва.[18]

- 5 ноября — VI Республиканская художественная выставка «Советская Россия» открылась в Москве в ЦВЗ «Манеж», в Доме художников на Кузнецком мосту и выставочном зале СХ СССР на улице Горького, 46. Экспонировалось 7000 произведений живописи, скульптуры, графики, декоративно-прикладного и театрально-декорационного искусства 3000 авторов.[19]

- 17 ноября — Выставка «Изобразительное искусство Карелии» открылась в Москве в выставочном зале на Уральской улице, 6.[19]

- Выставка графики народного художника РСФСР В. И. Курдова открылась в ноябре в Ленинграде в Государственном Русском музее.[18]

- Художественная ретроспективная выставка «Молодость страны Советов» открылась в залах Государственного Русского музея.[20]

- 12 декабря — Пятая Зональная выставка «Урал социалистический» открылась в Тюмени. Экспонировались 1587 работ 611 авторов[21].

- Выставка произведений ленинградского скульптора А. М. Игнатьева открылась в декабре в Москве в выставочном зале СХ СССР на ул. Горького, 25.[22]

## Скончались
- 15 марта — Грушко Абрам Борисович, советский живописец и педагог (род. в 1918).
- 18 мая — Чуйков Семён Афанасьевич, советский живописец, Народный художник СССР, лауреат двух Сталинских премий (род. в 1902).
- 3 июля — Каплан Анатолий Львович, советский график (род. в 1903).
- 5 июля — Тышлер Александр Григорьевич, советский живописец, график, театральный художник, скульптор, лауреат Сталинской премии (род.в 1898).